# Прин ам Кимзе
Прин ам Кимзе (њем. Prien am Chiemsee) град је у њемачкој савезној држави Баварска. Једно је од 46 општинских средишта округа Розенхајм. Према процјени из 2010. у граду је живјело 10.291 становника. Посједује регионалну шифру (AGS) 9187162.

## Географски и демографски подаци
Прин ам Кимзе се налази у савезној држави Баварска у округу Розенхајм. Град се налази на надморској висини од 520–610 метара. Површина општине износи 20,7 km². У самом граду је, према процјени из 2010. године, живјело 10.291 становника. Просјечна густина становништва износи 497 становника/km².

## Међународна сарадња
| Мјесто    | Држава    | Врста сарадње | Од    |
| --------- | --------- | ------------- | ----- |
| Ушгород   | Украјина  | контакт       | 1990. |
| Валдањо   | Италија   | партнерство   | 1985. |
| Њиређхаза | Мађарска  | контакт       | 1992. |
|           | Француска | партнерство   | 1971. |
| Извор     |           |               |       |